# TM (триод)

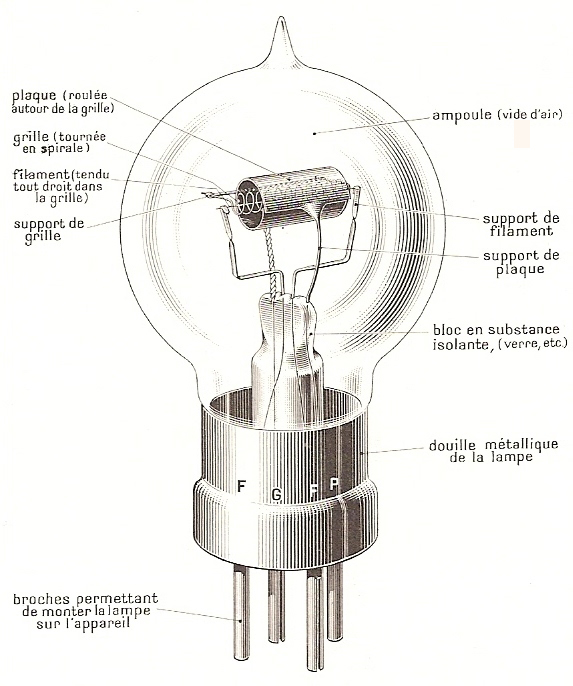
Триод ТМ

TM (сокращённое фр. Télégraphie Militaire, «военная [радио]телеграфия»; в русских источниках «французский триод», «триод французского типа») — производившийся с 1915 года вакуумный триод для усиления и детектирования радиосигналов. Разработанный во Франции триод стал стандартной приёмно-усилительной лампой стран Антанты во время Первой мировой войны и первой массово выпускавшейся радиолампой. Объём выпуска ТМ только во Франции оценивается в 1,1 миллиона штук; кроме того, производство ТМ и его усовершенствованных вариантов было развёрнуто в Великобритании («серия R»), Нидерландах («серия E»), США и Советской России (Р-5).

## Разработка
Триод TM был разработан в 1914—1915 годах французскими военными связистами по инициативе начальника службы дальней связи (фр. Télégraphie Militaire) полковника Гюстава Феррье. Феррье и его ближайший помощник, физик Анри Абрахам, неоднократно посещали американские лаборатории и были хорошо осведомлены о работах Ли де Фореста, Реджинальда Фессендена и Ирвинга Ленгмюра. Феррье и Абрахам хорошо знали, что «аудион» де Фореста и британская лампа Генри Раунда были ненадёжными и несовершенными, а «плиотрон» Ленгмюра — слишком сложен для массового производства. Знали они и о состоянии последних германских разработок: вскоре после начала войны Феррье получил исчерпывающие сведения от бывшего сотрудника Telefunken, француза Поля Пишона. Пишон привёз из США новейшие образцы американских триодов, но и они оказались негодными для эксплуатации в войсках. Виновником непредсказуемого поведения ламп был недостаточно глубокий вакуум. Следуя идеям Ленгмюра, Феррье принял верное решение — добиться от промышленности гарантированно глубокого вакуума в серийном производстве. Французский триод должен был быть надёжным, стабильным и пригодным для массового выпуска.
В октябре 1914 года Феррье откомандировал Абрахама и технолога Франсуа Пери на электроламповый завод Grammont в Лионе. Путём проб и ошибок Абрахам и Пери сумели найти оптимальную конфигурацию триода, пригодную для массового выпуска. Первые образцы, буквально копировавшие «аудион» де Фореста, оказались ненадёжными и нестабильными. «Плиотрон» Ленгмюра был работоспособен, но чрезвычайно сложен; по той же причине французы забраковали и первые образцы собственной разработки. Лишь разработанный в декабре 1914 года четвёртый прототип, с вертикально расположенным цилиндрическим анодом, оказался пригоден для серийного выпуска. Эта разработка Абрахама и Пери («лампа Абрахама») пошла в серию в феврале 1915 года и выпускалась до октября 1915 года.
Реальная эксплуатация выявила слабость вертикальной конструкции: множество ламп было повреждено во время транспортировки в войска. Феррье приказал Пери немедленно исправить положение, и два дня спустя Пери и Жак Биге представили новую конструкцию той же лампы, с горизонтальной ориентацией анодно-катодного узла и новейшим четырёхштырьковым цоколем типа «А» (в «лампе Абрахама» применялся обычный цоколь Эдисона с дополнительными боковыми выводами анода и сетки). Серийное производство лампы Пери и Бике началось в ноябре 1915 года — именно этот вариант стал основным и получил обозначение TM (фр. Télégraphie Militaire) по имени возглавляемой Феррье службы.
Работы Феррье и Абрахама в области радиосвязи были удостоены номинации на нобелевскую премию по физике 1916 года, а патент на изобретение триода получили лично Пери и Биге, что впоследствии привело к судебным искам со стороны оставшихся не у дел коллег.

## Конструкция и характеристики

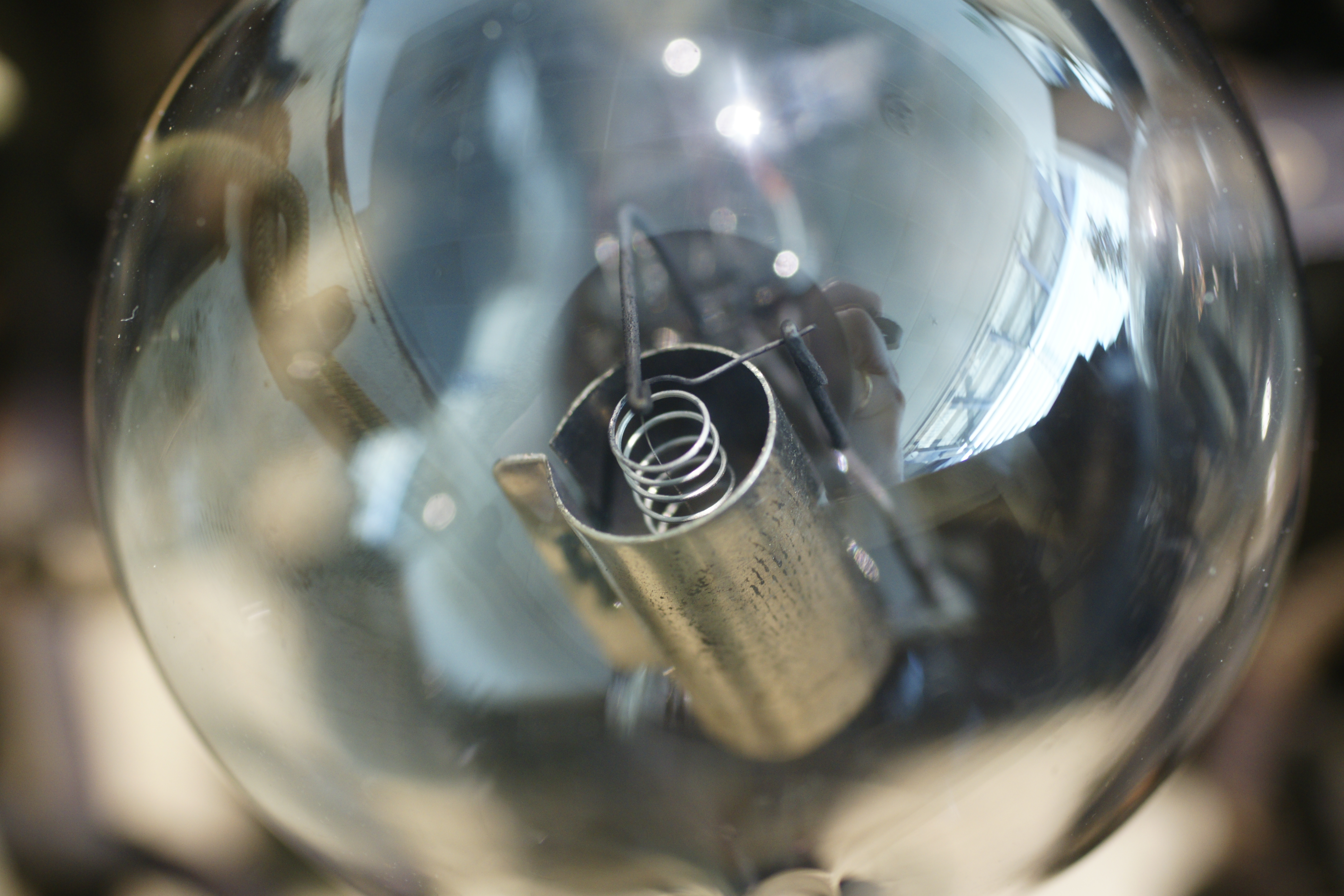
Анодно-катодный узел (вид сверху). Жёсткая спираль — сетка, тонкая нить внутри неё — катод

Сеточно-анодные характеристики советского триода Р-5 (лицензионная копия TM)

TM — триод почти идеальной цилиндрической конструкции. Катод прямого накала — нить из нелегированного вольфрама диаметром 0,06 мм, анод — никелевый цилиндр диаметром 10 мм и длиной 15 мм. Размеры и материал сетки зависят от места производства: завод в Лионе использовал молибденовую проволоку, завод в Иври-сюр-Сен — никелевую. Диаметр спирали сетки 4 или 4,5 мм.
Для того, чтобы разогреть чистый вольфрамовый катод до белого каления, требовался ток 0,7 А при номинальном напряжении накала 4 В. Раскалённый катод светился столь ярко, что в 1923 году завод Grammont начал выпуск TM с колбами из тёмно-синего стекла. По одной версии, это не позволяло использовать дорогие триоды в качестве обычных осветительных ламп, по другой — это защищало глаза радистов от яркого света, — но наиболее вероятной причиной было то, что тёмное стекло маскировало безвредный, но неприглядный налёт частиц металла, неизбежно осаждавшийся на внутренней стенке колбы при откачке лампы.
Tриод TM и его позднейшие варианты были универсальны: они могли применяться и по прямому назначению — для усиления и детектирования сигналов в радиоприёмниках, и как генераторы маломощных радиопередатчиков, а при параллельном включении нескольких ламп — и как усилители мощности низкой частоты. Советский аналог ТМ, триод Р-5, в генераторном режиме выдерживал анодные напряжения до 500…800 В, и был способен отдавать в антенну колебательную мощность до 1 Вт (в номинальном режиме усиления в режиме A — не более 40 мВт).
В типичном одноламповом радиоприёмнике времён Первой мировой войны на анод ТМ подавалось напряжение питания 40 В; при нулевом смещении на сетке ток анода составлял около 2 мА. В этом режиме крутизна анодно-сеточной характеристики триода составляла 0,4 мА/В, внутреннее сопротивление — 25 кОм, коэффициент усиления (μ) равнялся 10. При напряжении на аноде 160 В и смещении −2 В ток составлял 3…6 мА, при этом обратный ток сетки достигал 1 мкА. Значительные токи сетки, облегчавшие смещение сеточным резистором, — следствие несовершенной технологии 1910-х годов.
Недостатком TM был недолгий срок службы, не превышавший 100 часов, — если лампа была произведена в строгом соответствии техническим условиям. В военное время это удавалось не всегда: из-за сложностей в снабжении заводы время от времени переходили на некондиционное сырьё. Лампы, изготовленные из него, маркировались крестом; они отличались от стандартных высоким уровнем шума и были подвержены катастрофическим отказам из-за трещин в стекле.

## Масштаб выпуска
ТМ оказался столь удачным для своего времени, что его поставляли не только во французские вооружённые силы, но и всем государствам Антанты. Мощности завода в Лионе не хватало, и уже в апреле 1916 года началось производство TM на заводе Compagnie des Lampes в Иври-сюр-Сен.
Объём производства TM достоверно не известен, но для своего времени он был беспрецедентно большим. Оценки ежедневного выпуска TM в конце войны колеблются между одной тысячей (только заводы Grammont) и шестью тысячами ламп. По оценке инженера Grammont Рене Вильда, за годы войны только завод в Лионе выпустил 1,8 миллиона TM. По консервативной оценке Робера Шампеи, завод в Лионе выпустил около 800 тысяч ламп, завод в Иври-сюр-Сен — 300 тысяч. Для сравнения, военный заказ министерства обороны США в 1917 году составлял всего 80 тысяч ламп. Для ведения боевых действий этого было слишком мало; экспедиционный корпус США в Франции использовал французские TM.
Британцы, получив первые образцы TM, признали превосходство французской конструкции над собственными разработками и уже в 1916 году запустили собственное производство TM. Технологию и технологическую оснастку разработала компания British Thomson-Houston, а основным производителем стал электроламповый завод Osram-Robertson (ядро будущей Marconi-Osram Valve). Британский вариант TM получил имя «серии R». В 1916—1917 годы Osram выпускал два конструктивно неотличимых варианта лампы — «жёсткую» R1 (точную копию TM) и заполненную азотом «мягкую» R2. Она стала последней в британской практике «мягкой» (газовой) лампой; все последующие лампы «серии R», до R7 включительно, были классическими «жёсткими» (вакуумными, а не газовыми)  триодами. Цилиндрическая конструкция, восходящая к лампе Абрахама и Пери, использовалась и в британских генераторных лампах, вплоть до 800-ваттной T7X. Варианты ламп «серии R» по британскому заказу производили в США на заводе Moorhead, а после войны — на заводах Philips в Нидерландах, под именем «серии E».
Российские военные и инженеры получили первые образцы ТМ в 1917 году. В том же году М. А. Бонч-Бруевич предпринял попытку создать «лампу французского типа» в мастерских Тверской радиостанции. Крупносерийное производство стало возможным лишь в 1923 году, после приобретения трестом «Электросвязь» французской технической документации. Советский промышленный аналог TM получил названия Р-5 и П7, а экономичный вариант с торированным катодом — название «Микро». Единственным производителем этих ламп был Ленинградский электровакуумный завод (позже вошедший в состав «Светланы»).
ТМ сошёл со сцены постепенно — по мере появления специализированных радиоламп, выполнявших свои функции лучше, чем универсальный TM и его аналоги. В США и странах Западной Европы смена поколений ламп завершилась в 1920-е годы, в относительно отсталом СССР она началась лишь в конце 1920-х годов. Точных сведений о прекращении производства TM не сохранилось; по данным Шампеи, во Франции оно продолжалось до 1935 года включительно. После Второй мировой войны реплики TM и «серии R» выпускались как минимум дважды — любительской мастерской Рюдигера Вальца (Германия, 1980-е годы) и компанией KR Audio (Чехия, с 1992 года).

## Комментарии
1. ↑  Фактически речь идёт о допросе арестанта. В 1900 году Пишон дезертировал из французской армии и переселился в Германию. Незадолго до начала войны работодатель Пишона, Telefunken, отправил его в командировку в США. Обратный маршрут Пишона пролегал через Англию. В день, когда его судно прибыло в Саутгемптон, Германия объявила войну Франции. Пишону пришлось делать тяжёлый выбор между интернированием в Германии или военным судом во Франции. Он предпочёл вернуться на родину, был арестован и оказался в распоряжении Феррье[6][9][7].
2. ↑  Лампы Раунда были загазованы намеренно, в расчёте на ионную проводимость газа. Для её периодического восстановления в лампе находился источник газа — асбест[10].
3. ↑  В современной физике глубоким вакуумом именуют разрежение ниже 10-6 мм рт. ст. В промышленных масштабах полноценный глубокий вакуум стал реальностью лишь в середине 1920-х годов.
4. ↑  Патент де Фореста на изобретение триода во Франции уже не действовал. Де Форест пропустил сроки уплаты ежегодного патентного сбора и навсегда потерял во Франции права на своё изобретение.
5. ↑  По утверждению самой компании, её производство началось именно с воссоздания «исторических ламп Маркони»[35].